# Eutropha
Eutropha is een vliegengeslacht uit de familie van de halmvliegen (Chloropidae).

## Soorten
- E. albipilosa (Becker, 1908)
- E. fulvifrons (Haliday, 1833)
- E. maculata Loew, 1866
- E. ruficornis Hendel, 1931
- E. variegata Loew, 1866